# Roodkapje

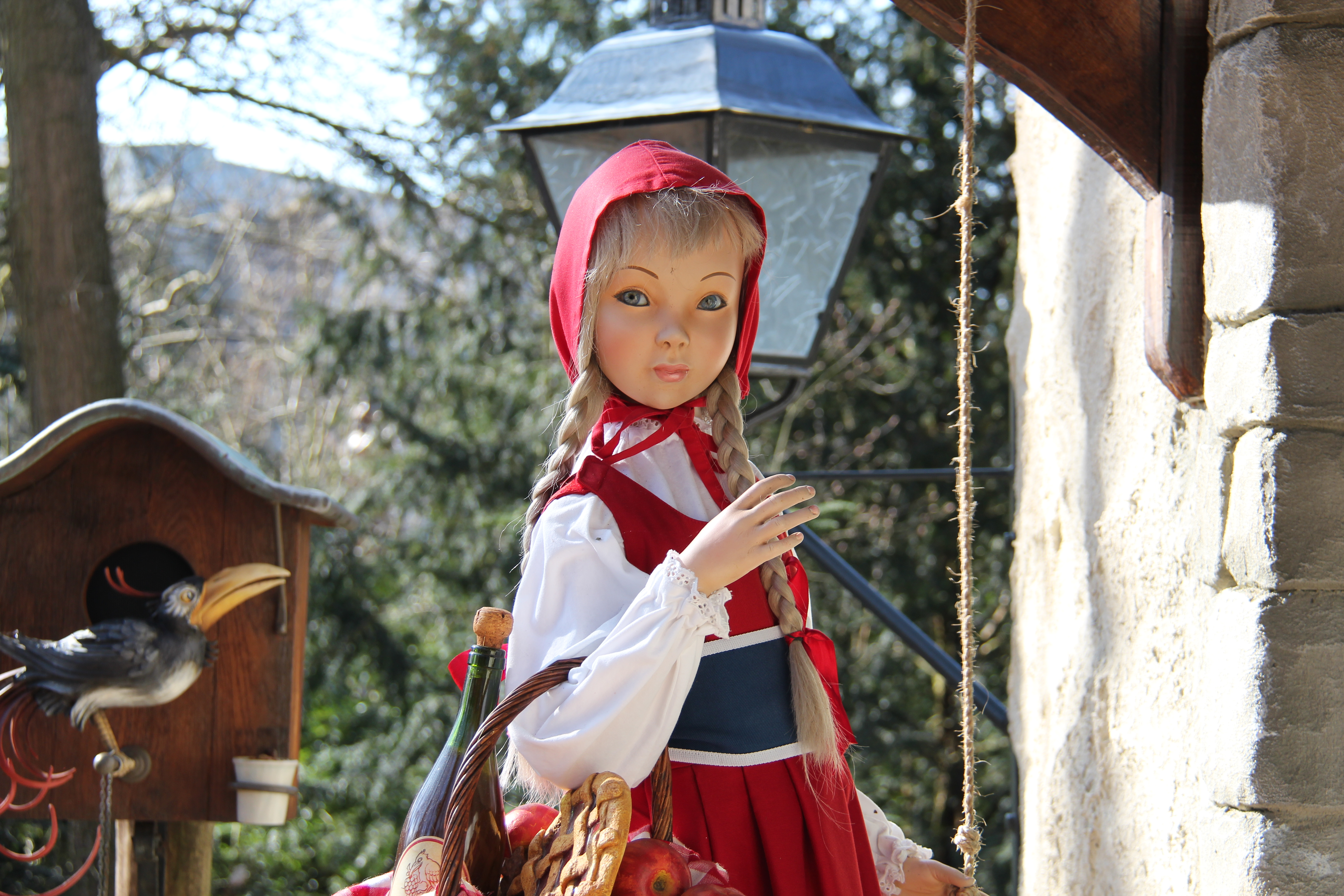
Roodkapje in de Efteling

Roodkapje is een sprookje en de naam van de hoofdpersoon in het verhaal. De bekendste versie is begin 19e eeuw opgetekend door de gebroeders Grimm in hun Kinder- und Hausmärchen onder volgnummer KHM26. Een andere variant van het sprookje werd eerder door Charles Perrault (1628-1703) opgeschreven. Vooral het einde van het verhaal wijkt in deze versie af van die van Grimm.

## Achtergronden

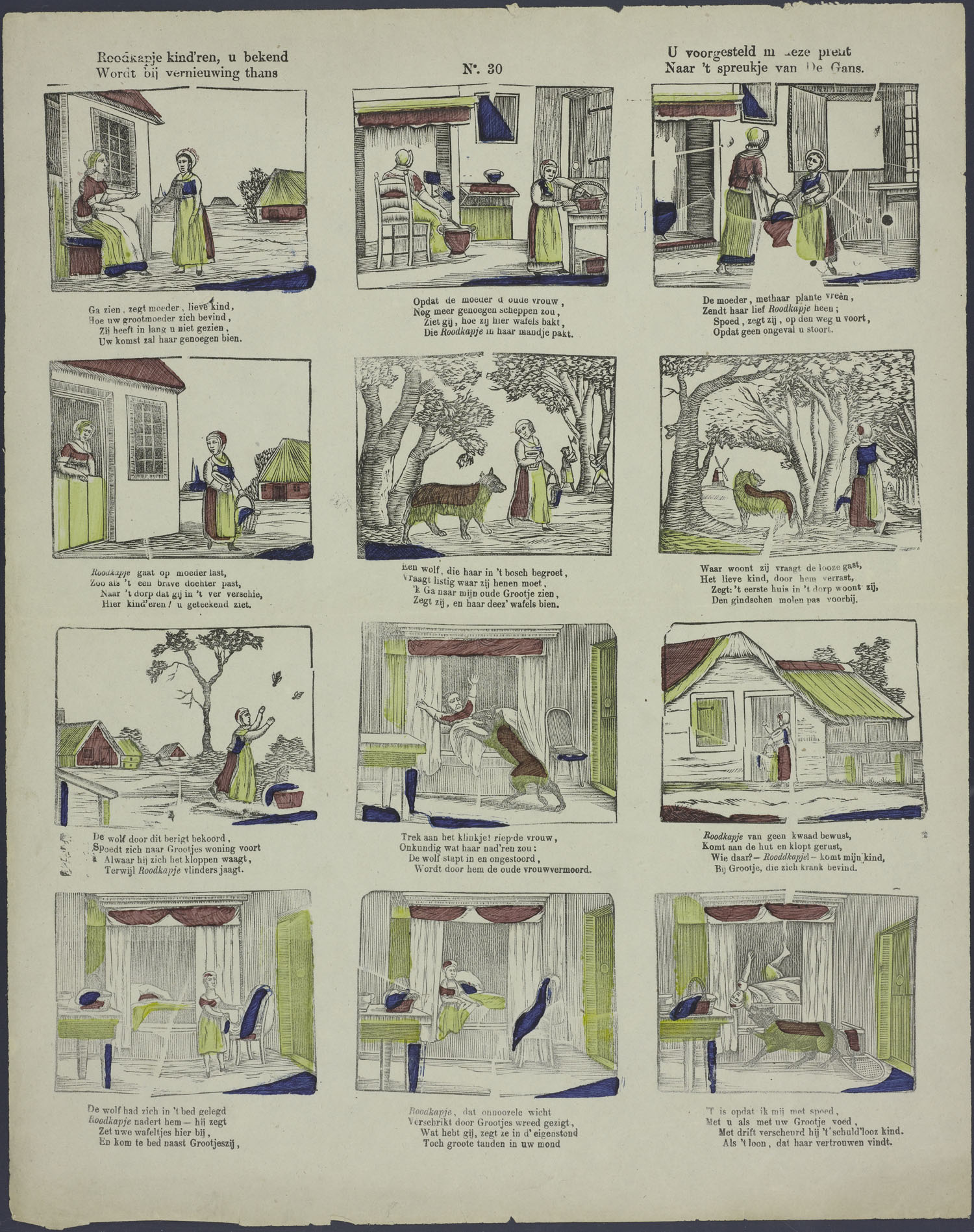
Het verhaal van Roodkapje op een negentiende-eeuwse centsprent, waarin zij aan het eind door de wolf wordt verscheurd.

In 2013 bleek uit wetenschappelijk onderzoek dat het verhaal in de 1e eeuw na Christus in het Midden-Oosten ontstond en niet, zoals daarvoor werd aangenomen, in China. De wetenschappers analyseerden de verhaallijn en de personages van 58 versies van het sprookje uit verschillende gebieden. Met behulp van een computermodel bepaalden ze vervolgens hoe de verschillende versies van Roodkapje aan elkaar verwant zijn. Egbert van Luik schreef in de 11e eeuw een oerversie die als het oudste schriftelijke bewijs van het roodkapje-motief geldt.

## Symboliek
De naam Roodkapje verwijst naar de kledij die het meisje in het verhaal draagt, meer specifiek het rode kapje als hoofddeksel. Naar de kenmerken van Roodkapje is veel onderzoek verricht. Roodkapje was in de originele versie van de gebroeders Grimm blond. Blond stond in de literatuur symbool voor het perfecte, het reine en het onschuldige. Een bruine of zwarte haarkleur verwees naar het onvolmaakte, het onzedelijke. Dit is ook de reden waarom de wolf in de oorspronkelijke versie bruinharig was.

## Het verhaal
Hieronder staat een samenvatting van de bekendste versie van het verhaal, de 19e-eeuwse bewerking van de gebroeders Grimm.
De hoofdpersoon is een klein meisje dat Roodkapje wordt genoemd, omdat ze altijd een rood kapje op haar hoofd draagt dat ze van haar oma heeft gekregen. Op een dag vraagt Roodkapjes moeder of Roodkapje haar zieke grootmoeder, die in een huisje diep in het bos woont, een mand vol lekkere dingen wil brengen. Roodkapje houdt erg veel van haar grootmoeder en dus wil ze dit meteen doen. Roodkapjes moeder maant haar dochter op weg naar grootmoeder netjes op het pad te blijven.

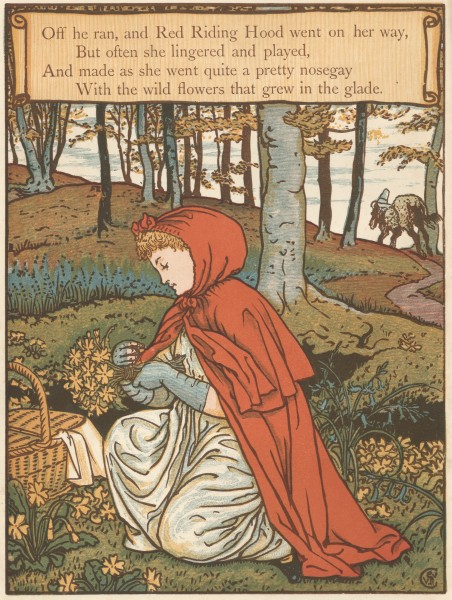
Roodkapje plukt bloemen in het bos.

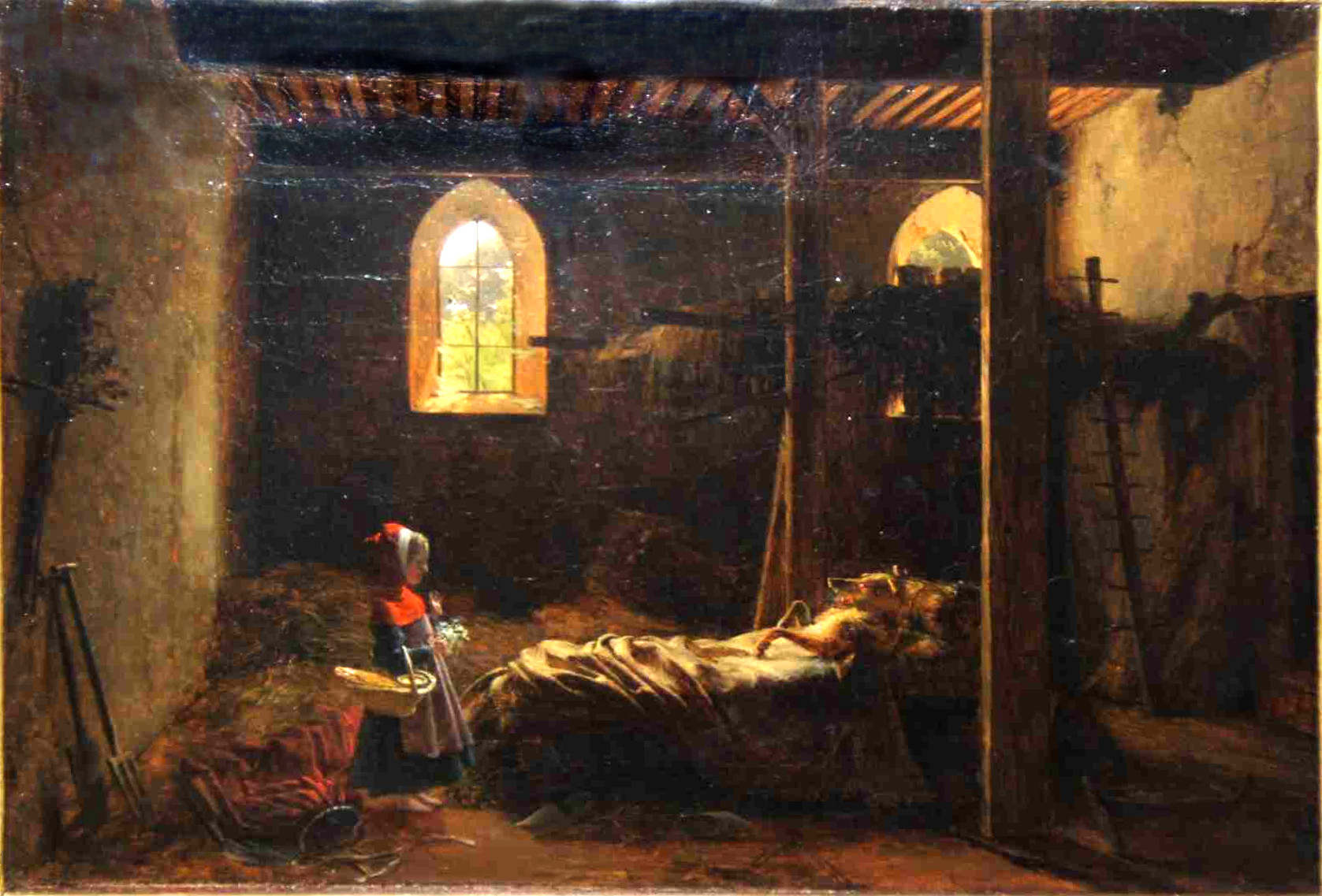
Roodkapje en de Wolf, olieverfschilderij door de Franse schilder Fleury François Richard (1777-1852), Louvre

Onderweg besluit Roodkapje nog wat bloemen te plukken voor haar grootmoeder. Terwijl ze dit aan het doen is, komt ze de Boze Wolf tegen, die Roodkapje vertelt dat er een eind verderop in het bos nog veel meer mooie bloemen zijn en dat ze daar maar eens moet gaan kijken. Roodkapje volgt deze raad op en gaat dieper het bos in. De wolf spoedt zich intussen naar het huis van Roodkapjes grootmoeder en zegt aan de deur dat hij Roodkapje zelf is. De wolf peuzelt oma met huid en haar op, trekt haar kleren aan en gaat in haar bed liggen. Als Roodkapje even later arriveert, zet de wolf een krakerige stem op die lijkt op die van een oude vrouw. Terwijl Roodkapje bij het bed staat, slokt hij ook haar naar binnen.

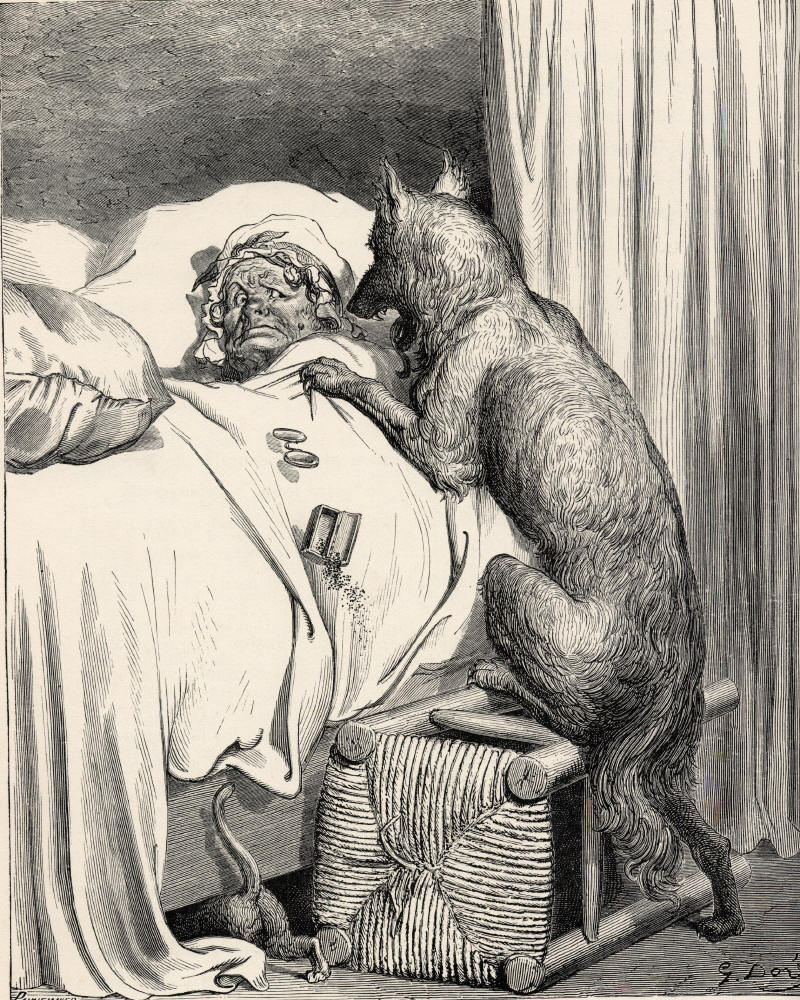
Oma en de wolf. Illustratie door Gustave Doré

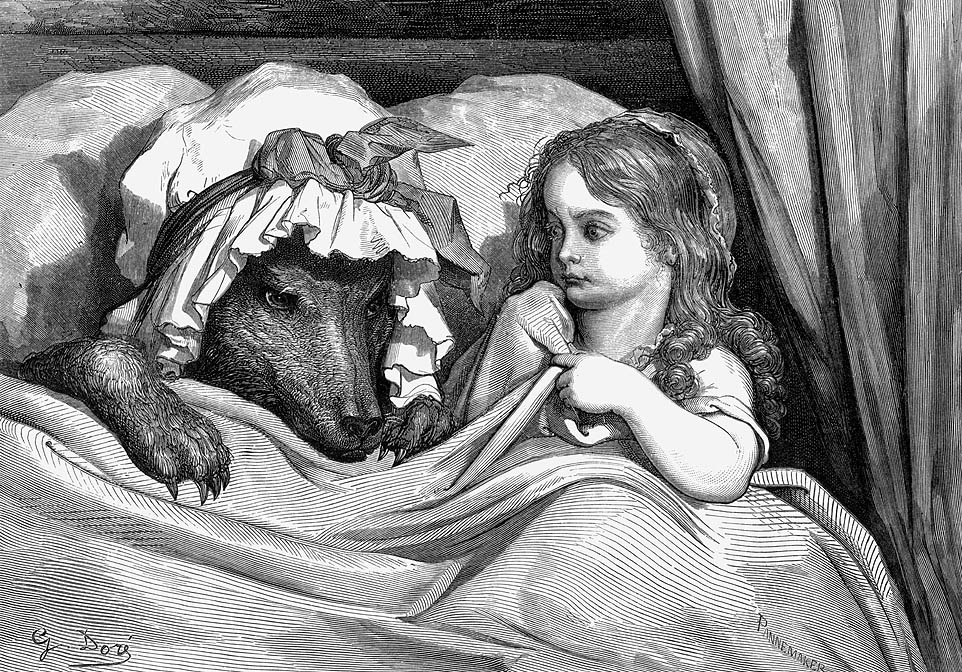
Roodkapje en de wolf. Illustratie door Gustave Doré

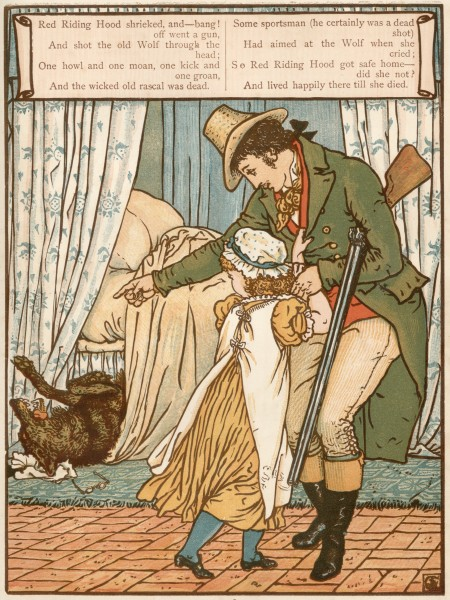
De jager redt Roodkapje

Nu de wolf een volle maag heeft, gaat hij een dutje doen. Hij snurkt zo hard dat een jager, die buiten voorbijkomt, het hoort en besluit het huisje in te gaan. Als de jager de wolf met een dikke buik ziet liggen, snapt hij meteen wat er is gebeurd. De jager snijdt de buik van de wolf open en bevrijdt zo Roodkapje en grootmoeder, die allebei nog leven. Samen stoppen ze een paar grote stenen in de buik van de wolf, zodat die straks niet merkt wat er is gebeurd. Als de wolf wakker wordt, voelt hij zich niet lekker. Hij heeft ontzettende dorst en gaat naar buiten om water uit een put te drinken. De stenen in zijn buik rollen naar voren en hij valt voorover in de put. Sindsdien heeft niemand ooit nog last gehad van de wolf.

## Achtergronden

### Mogelijke betekenissen
Het verhaal van Roodkapje wordt vaak als voorbeeld aangehaald van de grote haat en vrees die er eeuwenlang onder de mensheid bestaan heeft jegens wolven.
In de opvatting van onder andere Sigmund Freud heeft het verhaal echter vooral veel mythologische elementen die duiden op een van de belangrijkste vragen van de mens, namelijk: waar kom ik vandaan? Waar komen de kleine kindertjes vandaan? Hoe komen ze in die buik? De wolf kan hier, net als in veel andere verhalen (zie weerwolf) staan voor de primitieve oerdriften van de mens.
Er wordt ook wel gezegd dat de tocht van Roodkapje door het bos voor haar weg naar de volwassenheid staat en het rode kapje haar eerste menstruatie symboliseert. De verfilming van het sprookje uit 1984, The Company of Wolves leunt zwaar op deze psychologische visie. Zoals voor bijna alle opvattingen van Freud, is ook deze opvatting niet onomstreden.
Een wat eenvoudigere verklaring voor het verhaal kan zijn, dat het een waarschuwing voor kinderen is om vooral hun ouders te gehoorzamen ("op het pad blijven") en niet op suggesties van vreemden in te gaan, omdat ze anders in grote problemen kunnen komen.

### Bekende uitdrukkingen
Zeer bekend geworden is de dialoog tussen Roodkapje en de wolf die in het bed van haar grootmoeder ligt. Roodkapje merkt verbaasd op dat grootmoeder ineens wel heel grote oren, ogen en tanden heeft. Bij "tanden" veert de wolf op en zegt: "Dan kan ik je beter opeten".

## Varianten
Het sprookje komt in veel landen voor.
- In de versie van Perrault overleeft Roodkapje het niet.[2]
- Een Zweedse ballade vertelt hoe een meisje moet gaan waken bij een lijk. Onderweg ontmoet zij ook een wolf en klimt angstig in een boom. De wolf graaft de wortels op en de boom stort neer.
- Uit de eerste helft van de 11e eeuw kent men De puella a lupellis servata uit de Fecunda Ratis van Egbert van Luik. Hierin verhaalt men over een vijfjarig meisje dat een rood wollen tuniekje droeg. Zij dwaalde onoplettend rond in het woud en werd door een wolf gevangen als voedsel voor zijn jongen. Vanwege haar kledij werd ze echter niet opgegeten, maar gestreeld.[3]
- Filips van Marnix schreef in 1569 over sagen van Rootcousken.[4]
- In de versie die Roald Dahl schreef in zijn Gruwelijke rijmen schiet Roodkapje de wolf neer en maakt van hem een bontjas.
- Er bestaan ook varianten waarin Roodkapje en de grootmoeder niet worden bevrijd door een jager (zoals bij de gebroeders Grimm), maar door een houthakker.

## Varia
- De versie van de gebroeders Grimm komt uit de Mainstreek.
- Twee andere klassieke sprookjes, De wolf en de drie biggetjes en De wolf en de zeven geitjes, vertonen nogal wat overeenkomsten met Roodkapje.
- In de versie van Grimm staat het huisje van oma onder drie eiken, dit kan duiden op een mysterieplaats waar inwijdingen plaatsvonden. Zie ook Mysteriecultus.
- Net als De duivel met de drie gouden haren (KHM29) en De waternimf (KHM79) is dit een sprookje waarin kinderen gewaarschuwd worden voor gevaar.
- Ook in Boer Bezems, boer Blaren en boer IJzer eet de wolf slachtoffers.
- Een populair kinderlied over Roodkapje: Zeg, Roodkapje, waar ga je hene. Zo alleen, zo alleen.

## Film en muziek
In diverse films maakt Roodkapje haar entree, bijvoorbeeld in:
- The Company of Wolves (1984)
- Freeway (1996)
- The 10th Kingdom (2000), tv-filmserie met koningin Roodkapje de derde
- Shrek 2 (2004)
- The Brothers Grimm (2005)
- Hoodwinked! (2005)
- Red Riding Hood (2011)
- Sprookjesboom (2012)
- Rood (2013)
- Into the Woods (2014)

Roodkapje is ook een van de sprookjesfiguren in de tv-reeks Once Upon a Time, waarin ze gespeeld wordt door Meghan Ory.
Ook is er een kinderliedje gebaseerd op dit sprookje: "Zeg, Roodkapje, waar ga je heen?" of ook wel: "Zeg Roodkapje, waar ga je hene(n)?". Pater Moeskroen behaalde in 1991 een grote hit met een eigen versie hiervan.